# Lista di asteroidi (241001-242000)
Di seguito una lista di asteroidi dal numero 241001 al 242000 con data di scoperta e scopritore.

## 241001-241100
| Nome         | Designazione provvisoria | Data di scoperta  | Scopritore                        |
| ------------ | ------------------------ | ----------------- | --------------------------------- |
| 241001 -     | 2006 KF86                | 23 maggio 2006    | LONEOS                            |
| 241002 -     | 2006 KE92                | 25 maggio 2006    | Spacewatch                        |
| 241003 -     | 2006 KA119               | 30 maggio 2006    | Spacewatch                        |
| 241004 -     | 2006 KR121               | 28 maggio 2006    | CSS                               |
| 241005 -     | 2006 LE5                 | 4 giugno 2006     | Mount Lemmon Survey               |
| 241006 -     | 2006 LV7                 | 14 giugno 2006    | Siding Spring Survey              |
| 241007 -     | 2006 MP2                 | 16 giugno 2006    | Spacewatch                        |
| 241008 -     | 2006 MQ5                 | 17 giugno 2006    | Spacewatch                        |
| 241009 -     | 2006 MJ12                | 16 giugno 2006    | Spacewatch                        |
| 241010 -     | 2006 MK12                | 16 giugno 2006    | NEAT                              |
| 241011 -     | 2006 OP11                | 20 luglio 2006    | LUSS                              |
| 241012 -     | 2006 OQ14                | 24 luglio 2006    | Bickel, W.                        |
| 241013 -     | 2006 PW13                | 14 agosto 2006    | Siding Spring Survey              |
| 241014 -     | 2006 PS34                | 11 agosto 2006    | NEAT                              |
| 241015 -     | 2006 PH36                | 12 agosto 2006    | NEAT                              |
| 241016 -     | 2006 PY43                | 14 agosto 2006    | Siding Spring Survey              |
| 241017 -     | 2006 QN9                 | 19 agosto 2006    | NEAT                              |
| 241018 -     | 2006 QJ13                | 16 agosto 2006    | Siding Spring Survey              |
| 241019 -     | 2006 QS29                | 17 agosto 2006    | NEAT                              |
| 241020 -     | 2006 QC30                | 19 agosto 2006    | NEAT                              |
| 241021 -     | 2006 QP30                | 21 agosto 2006    | NEAT                              |
| 241022 -     | 2006 QL31                | 22 agosto 2006    | Ferrando, R.                      |
| 241023 -     | 2006 QA36                | 19 agosto 2006    | NEAT                              |
| 241024 -     | 2006 QW46                | 20 agosto 2006    | NEAT                              |
| 241025 -     | 2006 QF47                | 20 agosto 2006    | NEAT                              |
| 241026 -     | 2006 QR63                | 24 agosto 2006    | NEAT                              |
| 241027 -     | 2006 QJ69                | 21 agosto 2006    | Spacewatch                        |
| 241028 -     | 2006 QV79                | 24 agosto 2006    | LINEAR                            |
| 241029 -     | 2006 QY88                | 27 agosto 2006    | Spacewatch                        |
| 241030 -     | 2006 QA91                | 16 agosto 2006    | NEAT                              |
| 241031 -     | 2006 QD94                | 16 agosto 2006    | NEAT                              |
| 241032 -     | 2006 QE99                | 23 agosto 2006    | NEAT                              |
| 241033 -     | 2006 QB109               | 28 agosto 2006    | Spacewatch                        |
| 241034 -     | 2006 QQ127               | 17 agosto 2006    | NEAT                              |
| 241035 -     | 2006 QV128               | 17 agosto 2006    | NEAT                              |
| 241036 -     | 2006 QV132               | 23 agosto 2006    | LINEAR                            |
| 241037 -     | 2006 QG142               | 18 agosto 2006    | NEAT                              |
| 241038 -     | 2006 QO155               | 18 agosto 2006    | NEAT                              |
| 241039 -     | 2006 QB159               | 19 agosto 2006    | Spacewatch                        |
| 241040 -     | 2006 QA183               | 19 agosto 2006    | Spacewatch                        |
| 241041 -     | 2006 RP5                 | 14 settembre 2006 | CSS                               |
| 241042 -     | 2006 RQ16                | 14 settembre 2006 | CSS                               |
| 241043 -     | 2006 RQ30                | 15 settembre 2006 | LINEAR                            |
| 241044 -     | 2006 RW36                | 12 settembre 2006 | CSS                               |
| 241045 -     | 2006 RX40                | 14 settembre 2006 | Spacewatch                        |
| 241046 -     | 2006 RD76                | 15 settembre 2006 | Spacewatch                        |
| 241047 -     | 2006 RJ81                | 15 settembre 2006 | Spacewatch                        |
| 241048 -     | 2006 RL86                | 15 settembre 2006 | Spacewatch                        |
| 241049 -     | 2006 RW90                | 15 settembre 2006 | Spacewatch                        |
| 241050 -     | 2006 RU104               | 14 settembre 2006 | Spacewatch                        |
| 241051 -     | 2006 SE5                 | 16 settembre 2006 | NEAT                              |
| 241052 -     | 2006 SN22                | 17 settembre 2006 | LONEOS                            |
| 241053 -     | 2006 SV54                | 18 settembre 2006 | CSS                               |
| 241054 -     | 2006 SH75                | 19 settembre 2006 | Spacewatch                        |
| 241055 -     | 2006 SC82                | 18 settembre 2006 | Spacewatch                        |
| 241056 -     | 2006 SJ108               | 19 settembre 2006 | CSS                               |
| 241057 -     | 2006 SO116               | 24 settembre 2006 | Spacewatch                        |
| 241058 -     | 2006 SU125               | 20 settembre 2006 | NEAT                              |
| 241059 -     | 2006 SD136               | 20 settembre 2006 | CSS                               |
| 241060 -     | 2006 SM141               | 25 settembre 2006 | LONEOS                            |
| 241061 -     | 2006 SD177               | 25 settembre 2006 | Spacewatch                        |
| 241062 -     | 2006 SY188               | 26 settembre 2006 | Spacewatch                        |
| 241063 -     | 2006 SL215               | 27 settembre 2006 | Spacewatch                        |
| 241064 -     | 2006 SD217               | 28 settembre 2006 | Spacewatch                        |
| 241065 -     | 2006 SL217               | 28 settembre 2006 | Spacewatch                        |
| 241066 -     | 2006 SP218               | 29 settembre 2006 | Lowe, A.                          |
| 241067 -     | 2006 SG312               | 27 settembre 2006 | Spacewatch                        |
| 241068 -     | 2006 SV351               | 30 settembre 2006 | CSS                               |
| 241069 -     | 2006 SE373               | 16 settembre 2006 | Becker, A. C.                     |
| 241070 -     | 2006 SZ390               | 17 settembre 2006 | Spacewatch                        |
| 241071 -     | 2006 SF392               | 25 settembre 2006 | Spacewatch                        |
| 241072 -     | 2006 TV12                | 10 ottobre 2006   | NEAT                              |
| 241073 -     | 2006 TB39                | 12 ottobre 2006   | Spacewatch                        |
| 241074 -     | 2006 TG45                | 12 ottobre 2006   | Spacewatch                        |
| 241075 -     | 2006 TT55                | 12 ottobre 2006   | NEAT                              |
| 241076 -     | 2006 TG62                | 9 ottobre 2006    | NEAT                              |
| 241077 -     | 2006 TJ69                | 11 ottobre 2006   | NEAT                              |
| 241078 -     | 2006 TB116               | 2 ottobre 2006    | Becker, A. C.                     |
| 241079 -     | 2006 UN3                 | 16 ottobre 2006   | CSS                               |
| 241080 -     | 2006 UF18                | 16 ottobre 2006   | CSS                               |
| 241081 -     | 2006 UF30                | 16 ottobre 2006   | Spacewatch                        |
| 241082 -     | 2006 US39                | 16 ottobre 2006   | Spacewatch                        |
| 241083 -     | 2006 UJ55                | 17 ottobre 2006   | Spacewatch                        |
| 241084 -     | 2006 UZ182               | 16 ottobre 2006   | CSS                               |
| 241085 -     | 2006 UR195               | 20 ottobre 2006   | Mount Lemmon Survey               |
| 241086 -     | 2006 UV222               | 17 ottobre 2006   | CSS                               |
| 241087 -     | 2006 UL239               | 23 ottobre 2006   | Spacewatch                        |
| 241088 -     | 2006 UO254               | 27 ottobre 2006   | Mount Lemmon Survey               |
| 241089 -     | 2006 UE265               | 27 ottobre 2006   | CSS                               |
| 241090 Nemet | 2006 UK290               | 23 ottobre 2006   | Balam, D. D.                      |
| 241091 -     | 2006 UO296               | 19 ottobre 2006   | Buie, M. W.                       |
| 241092 -     | 2006 VR2                 | 5 novembre 2006   | NEAT                              |
| 241093 -     | 2006 VV57                | 11 novembre 2006  | Spacewatch                        |
| 241094 -     | 2006 WO51                | 16 novembre 2006  | Spacewatch                        |
| 241095 -     | 2007 CT29                | 6 febbraio 2007   | Mount Lemmon Survey               |
| 241096 -     | 2007 DD104               | 25 febbraio 2007  | CSS                               |
| 241097 -     | 2007 DU112               | 23 febbraio 2007  | Spacewatch                        |
| 241098 -     | 2007 GW                  | 7 aprile 2007     | CSS                               |
| 241099 -     | 2007 GH2                 | 6 aprile 2007     | Astronomical Research Observatory |
| 241100 -     | 2007 GL29                | 11 aprile 2007    | CSS                               |

## 241101-241200
| Nome              | Designazione provvisoria | Data di scoperta  | Scopritore             |
| ----------------- | ------------------------ | ----------------- | ---------------------- |
| 241101 -          | 2007 GD50                | 15 aprile 2007    | CSS                    |
| 241102 -          | 2007 HO                  | 17 aprile 2007    | Siding Spring Survey   |
| 241103 -          | 2007 HM36                | 19 aprile 2007    | Spacewatch             |
| 241104 -          | 2007 JG12                | 7 maggio 2007     | Spacewatch             |
| 241105 -          | 2007 JR15                | 10 maggio 2007    | Mount Lemmon Survey    |
| 241106 -          | 2007 KL8                 | 20 maggio 2007    | CSS                    |
| 241107 -          | 2007 LQ14                | 10 giugno 2007    | Spacewatch             |
| 241108 -          | 2007 LO17                | 10 giugno 2007    | Spacewatch             |
| 241109 -          | 2007 MB10                | 21 giugno 2007    | LONEOS                 |
| 241110 -          | 2007 NR1                 | 12 luglio 2007    | OAM                    |
| 241111 -          | 2007 NM7                 | 15 luglio 2007    | Siding Spring Survey   |
| 241112 -          | 2007 OF2                 | 16 luglio 2007    | LINEAR                 |
| 241113 Zhongda    | 2007 OU4                 | 21 luglio 2007    | Ye, Q.-z., Lin, H.-C.  |
| 241114 -          | 2007 OZ6                 | 22 luglio 2007    | LUSS                   |
| 241115 -          | 2007 PC2                 | 7 agosto 2007     | Hug, G.                |
| 241116 -          | 2007 PB6                 | 8 agosto 2007     | LINEAR                 |
| 241117 -          | 2007 PC7                 | 5 agosto 2007     | LINEAR                 |
| 241118 -          | 2007 PY14                | 8 agosto 2007     | LINEAR                 |
| 241119 -          | 2007 PB15                | 8 agosto 2007     | LINEAR                 |
| 241120 -          | 2007 PX17                | 9 agosto 2007     | LINEAR                 |
| 241121 -          | 2007 PC20                | 9 agosto 2007     | LINEAR                 |
| 241122 -          | 2007 PU22                | 11 agosto 2007    | LINEAR                 |
| 241123 -          | 2007 PV28                | 12 agosto 2007    | LINEAR                 |
| 241124 -          | 2007 PO29                | 12 agosto 2007    | Birtwhistle, P.        |
| 241125 -          | 2007 PL30                | 11 agosto 2007    | LINEAR                 |
| 241126 -          | 2007 PG31                | 5 agosto 2007     | LINEAR                 |
| 241127 -          | 2007 PQ31                | 8 agosto 2007     | LINEAR                 |
| 241128 -          | 2007 PK35                | 9 agosto 2007     | LINEAR                 |
| 241129 -          | 2007 PL35                | 9 agosto 2007     | LINEAR                 |
| 241130 -          | 2007 PG39                | 15 agosto 2007    | OAM                    |
| 241131 -          | 2007 PG40                | 12 agosto 2007    | LINEAR                 |
| 241132 -          | 2007 PN43                | 11 agosto 2007    | LINEAR                 |
| 241133 -          | 2007 PF48                | 13 agosto 2007    | Siding Spring Survey   |
| 241134 -          | 2007 QE6                 | 21 agosto 2007    | LONEOS                 |
| 241135 -          | 2007 QO7                 | 21 agosto 2007    | LONEOS                 |
| 241136 Sandstede  | 2007 QY11                | 25 agosto 2007    | Karge, S., Kling, R.   |
| 241137 -          | 2007 QQ13                | 24 agosto 2007    | Spacewatch             |
| 241138 -          | 2007 QG14                | 16 agosto 2007    | PMO NEO Survey Program |
| 241139 -          | 2007 QF15                | 23 agosto 2007    | Spacewatch             |
| 241140 -          | 2007 QA17                | 17 agosto 2007    | LINEAR                 |
| 241141 -          | 2007 RX5                 | 5 settembre 2007  | Chante-Perdrix         |
| 241142 -          | 2007 RA7                 | 6 settembre 2007  | Chante-Perdrix         |
| 241143 -          | 2007 RA15                | 11 settembre 2007 | Chante-Perdrix         |
| 241144 -          | 2007 RH19                | 3 settembre 2007  | CSS                    |
| 241145 -          | 2007 RR21                | 3 settembre 2007  | CSS                    |
| 241146 -          | 2007 RJ23                | 3 settembre 2007  | CSS                    |
| 241147 -          | 2007 RM24                | 3 settembre 2007  | CSS                    |
| 241148 -          | 2007 RP32                | 5 settembre 2007  | CSS                    |
| 241149 -          | 2007 RR33                | 5 settembre 2007  | CSS                    |
| 241150 -          | 2007 RS37                | 8 settembre 2007  | LONEOS                 |
| 241151 -          | 2007 RT37                | 8 settembre 2007  | LONEOS                 |
| 241152 -          | 2007 RJ38                | 8 settembre 2007  | LONEOS                 |
| 241153 Omegagigia | 2007 RQ39                | 8 settembre 2007  | Lacruz, J.             |
| 241154 -          | 2007 RQ48                | 9 settembre 2007  | Mount Lemmon Survey    |
| 241155 -          | 2007 RN56                | 9 settembre 2007  | LONEOS                 |
| 241156 -          | 2007 RJ73                | 10 settembre 2007 | Mount Lemmon Survey    |
| 241157 -          | 2007 RV77                | 10 settembre 2007 | Mount Lemmon Survey    |
| 241158 -          | 2007 RR81                | 10 settembre 2007 | Mount Lemmon Survey    |
| 241159 -          | 2007 RW85                | 10 settembre 2007 | Mount Lemmon Survey    |
| 241160 -          | 2007 RE91                | 10 settembre 2007 | Mount Lemmon Survey    |
| 241161 -          | 2007 RN93                | 10 settembre 2007 | Spacewatch             |
| 241162 -          | 2007 RC98                | 10 settembre 2007 | Spacewatch             |
| 241163 -          | 2007 RD110               | 11 settembre 2007 | Mount Lemmon Survey    |
| 241164 -          | 2007 RR115               | 11 settembre 2007 | Spacewatch             |
| 241165 -          | 2007 RR134               | 12 settembre 2007 | LONEOS                 |
| 241166 -          | 2007 RW134               | 12 settembre 2007 | LONEOS                 |
| 241167 -          | 2007 RZ145               | 14 settembre 2007 | LINEAR                 |
| 241168 -          | 2007 RE146               | 15 settembre 2007 | LINEAR                 |
| 241169 -          | 2007 RT148               | 12 settembre 2007 | CSS                    |
| 241170 -          | 2007 RX150               | 9 settembre 2007  | LONEOS                 |
| 241171 -          | 2007 RC166               | 10 settembre 2007 | Spacewatch             |
| 241172 -          | 2007 RW204               | 9 settembre 2007  | Spacewatch             |
| 241173 -          | 2007 RC207               | 10 settembre 2007 | Spacewatch             |
| 241174 -          | 2007 RC212               | 11 settembre 2007 | Spacewatch             |
| 241175 -          | 2007 RV216               | 13 settembre 2007 | LONEOS                 |
| 241176 -          | 2007 RK222               | 14 settembre 2007 | Mount Lemmon Survey    |
| 241177 -          | 2007 RZ227               | 10 settembre 2007 | Mount Lemmon Survey    |
| 241178 -          | 2007 RK234               | 12 settembre 2007 | CSS                    |
| 241179 -          | 2007 RK241               | 12 settembre 2007 | CSS                    |
| 241180 -          | 2007 RZ242               | 15 settembre 2007 | LINEAR                 |
| 241181 -          | 2007 RH243               | 15 settembre 2007 | LINEAR                 |
| 241182 -          | 2007 RH245               | 11 settembre 2007 | Spacewatch             |
| 241183 -          | 2007 RU246               | 12 settembre 2007 | CSS                    |
| 241184 -          | 2007 RZ258               | 14 settembre 2007 | CSS                    |
| 241185 -          | 2007 RR281               | 14 settembre 2007 | CSS                    |
| 241186 -          | 2007 RN285               | 13 settembre 2007 | Mount Lemmon Survey    |
| 241187 -          | 2007 RF287               | 9 settembre 2007  | Spacewatch             |
| 241188 -          | 2007 RA293               | 12 settembre 2007 | Mount Lemmon Survey    |
| 241189 -          | 2007 RP299               | 12 settembre 2007 | Mount Lemmon Survey    |
| 241190 -          | 2007 RF317               | 10 settembre 2007 | Mount Lemmon Survey    |
| 241191 -          | 2007 RM317               | 10 settembre 2007 | Mount Lemmon Survey    |
| 241192 Pulyny     | 2007 SH6                 | 21 settembre 2007 | Andrushivka            |
| 241193 -          | 2007 SN9                 | 18 settembre 2007 | Spacewatch             |
| 241194 -          | 2007 SX10                | 21 settembre 2007 | Bickel, W.             |
| 241195 -          | 2007 ST16                | 30 settembre 2007 | Spacewatch             |
| 241196 -          | 2007 SE19                | 27 settembre 2007 | Mount Lemmon Survey    |
| 241197 -          | 2007 SJ20                | 21 settembre 2007 | PMO NEO Survey Program |
| 241198 -          | 2007 TU4                 | 6 ottobre 2007    | Yeung, W. K. Y.        |
| 241199 -          | 2007 TN11                | 6 ottobre 2007    | LINEAR                 |
| 241200 -          | 2007 TE13                | 6 ottobre 2007    | LINEAR                 |

## 241201-241300
| Nome                  | Designazione provvisoria | Data di scoperta | Scopritore             |
| --------------------- | ------------------------ | ---------------- | ---------------------- |
| 241201 -              | 2007 TM20                | 8 ottobre 2007   | LINEAR                 |
| 241202 -              | 2007 TP25                | 4 ottobre 2007   | Spacewatch             |
| 241203 -              | 2007 TE27                | 4 ottobre 2007   | Spacewatch             |
| 241204 -              | 2007 TV28                | 4 ottobre 2007   | Spacewatch             |
| 241205 -              | 2007 TF31                | 4 ottobre 2007   | Spacewatch             |
| 241206 -              | 2007 TE35                | 6 ottobre 2007   | Spacewatch             |
| 241207 -              | 2007 TA39                | 6 ottobre 2007   | Spacewatch             |
| 241208 -              | 2007 TB41                | 6 ottobre 2007   | Spacewatch             |
| 241209 -              | 2007 TZ41                | 7 ottobre 2007   | Mount Lemmon Survey    |
| 241210 -              | 2007 TF43                | 7 ottobre 2007   | Mount Lemmon Survey    |
| 241211 -              | 2007 TW45                | 7 ottobre 2007   | CSS                    |
| 241212 -              | 2007 TT50                | 4 ottobre 2007   | Spacewatch             |
| 241213 -              | 2007 TG61                | 7 ottobre 2007   | Mount Lemmon Survey    |
| 241214 -              | 2007 TP61                | 7 ottobre 2007   | Mount Lemmon Survey    |
| 241215 -              | 2007 TA63                | 7 ottobre 2007   | Mount Lemmon Survey    |
| 241216 -              | 2007 TM63                | 7 ottobre 2007   | Mount Lemmon Survey    |
| 241217 -              | 2007 TF65                | 7 ottobre 2007   | Mount Lemmon Survey    |
| 241218 -              | 2007 TK68                | 12 ottobre 2007  | Yeung, W. K. Y.        |
| 241219 -              | 2007 TV70                | 13 ottobre 2007  | Lowe, A.               |
| 241220 -              | 2007 TF80                | 7 ottobre 2007   | CSS                    |
| 241221 -              | 2007 TO80                | 7 ottobre 2007   | CSS                    |
| 241222 -              | 2007 TL93                | 6 ottobre 2007   | Spacewatch             |
| 241223 -              | 2007 TJ95                | 7 ottobre 2007   | CSS                    |
| 241224 -              | 2007 TB103               | 8 ottobre 2007   | Mount Lemmon Survey    |
| 241225 -              | 2007 TE111               | 8 ottobre 2007   | CSS                    |
| 241226 -              | 2007 TX120               | 4 ottobre 2007   | Spacewatch             |
| 241227 -              | 2007 TE123               | 6 ottobre 2007   | Spacewatch             |
| 241228 -              | 2007 TH146               | 6 ottobre 2007   | LINEAR                 |
| 241229 -              | 2007 TK149               | 8 ottobre 2007   | LINEAR                 |
| 241230 -              | 2007 TD161               | 11 ottobre 2007  | LINEAR                 |
| 241231 -              | 2007 TL169               | 12 ottobre 2007  | LINEAR                 |
| 241232 -              | 2007 TA178               | 6 ottobre 2007   | Spacewatch             |
| 241233 -              | 2007 TV179               | 7 ottobre 2007   | Mount Lemmon Survey    |
| 241234 -              | 2007 TW185               | 13 ottobre 2007  | LINEAR                 |
| 241235 -              | 2007 TK188               | 13 ottobre 2007  | Spacewatch             |
| 241236 -              | 2007 TB190               | 4 ottobre 2007   | Mount Lemmon Survey    |
| 241237 -              | 2007 TJ192               | 5 ottobre 2007   | Spacewatch             |
| 241238 -              | 2007 TG194               | 7 ottobre 2007   | CSS                    |
| 241239 -              | 2007 TJ194               | 7 ottobre 2007   | CSS                    |
| 241240 -              | 2007 TZ199               | 8 ottobre 2007   | Spacewatch             |
| 241241 -              | 2007 TR204               | 8 ottobre 2007   | Mount Lemmon Survey    |
| 241242 -              | 2007 TC208               | 10 ottobre 2007  | CSS                    |
| 241243 -              | 2007 TE208               | 10 ottobre 2007  | Mount Lemmon Survey    |
| 241244 -              | 2007 TA217               | 7 ottobre 2007   | Spacewatch             |
| 241245 -              | 2007 TE218               | 7 ottobre 2007   | Spacewatch             |
| 241246 -              | 2007 TF228               | 8 ottobre 2007   | Spacewatch             |
| 241247 -              | 2007 TG229               | 8 ottobre 2007   | Spacewatch             |
| 241248 -              | 2007 TN230               | 8 ottobre 2007   | Spacewatch             |
| 241249 -              | 2007 TS233               | 8 ottobre 2007   | Spacewatch             |
| 241250 -              | 2007 TT233               | 8 ottobre 2007   | Spacewatch             |
| 241251 -              | 2007 TQ234               | 8 ottobre 2007   | PMO NEO Survey Program |
| 241252 -              | 2007 TT246               | 9 ottobre 2007   | Mount Lemmon Survey    |
| 241253 -              | 2007 TE268               | 9 ottobre 2007   | Spacewatch             |
| 241254 -              | 2007 TS279               | 12 ottobre 2007  | Mount Lemmon Survey    |
| 241255 -              | 2007 TU279               | 12 ottobre 2007  | Mount Lemmon Survey    |
| 241256 -              | 2007 TS288               | 11 ottobre 2007  | CSS                    |
| 241257 -              | 2007 TN299               | 12 ottobre 2007  | Spacewatch             |
| 241258 -              | 2007 TL310               | 11 ottobre 2007  | Spacewatch             |
| 241259 -              | 2007 TV314               | 12 ottobre 2007  | Mount Lemmon Survey    |
| 241260 -              | 2007 TK316               | 12 ottobre 2007  | Spacewatch             |
| 241261 -              | 2007 TK334               | 11 ottobre 2007  | Spacewatch             |
| 241262 -              | 2007 TK339               | 8 ottobre 2007   | Mount Lemmon Survey    |
| 241263 -              | 2007 TB350               | 14 ottobre 2007  | Mount Lemmon Survey    |
| 241264 -              | 2007 TZ378               | 13 ottobre 2007  | CSS                    |
| 241265 -              | 2007 TH381               | 14 ottobre 2007  | Spacewatch             |
| 241266 -              | 2007 TO389               | 13 ottobre 2007  | CSS                    |
| 241267 -              | 2007 TM393               | 13 ottobre 2007  | Mount Lemmon Survey    |
| 241268 -              | 2007 TY397               | 15 ottobre 2007  | Spacewatch             |
| 241269 -              | 2007 TM404               | 15 ottobre 2007  | Spacewatch             |
| 241270 -              | 2007 TT410               | 15 ottobre 2007  | LONEOS                 |
| 241271 -              | 2007 TG413               | 15 ottobre 2007  | CSS                    |
| 241272 -              | 2007 TZ418               | 10 ottobre 2007  | Spacewatch             |
| 241273 -              | 2007 TV423               | 7 ottobre 2007   | Mount Lemmon Survey    |
| 241274 -              | 2007 TW424               | 8 ottobre 2007   | Spacewatch             |
| 241275 -              | 2007 TU430               | 7 ottobre 2007   | Mount Lemmon Survey    |
| 241276 Guntramlampert | 2007 TF436               | 7 ottobre 2007   | Gierlinger, R.         |
| 241277 -              | 2007 TW437               | 13 ottobre 2007  | LINEAR                 |
| 241278 -              | 2007 TX437               | 13 ottobre 2007  | LINEAR                 |
| 241279 -              | 2007 TP442               | 8 ottobre 2007   | Mount Lemmon Survey    |
| 241280 -              | 2007 UA1                 | 16 ottobre 2007  | BATTeRS                |
| 241281 -              | 2007 UF2                 | 18 ottobre 2007  | Lowe, A.               |
| 241282 -              | 2007 UD4                 | 18 ottobre 2007  | LINEAR                 |
| 241283 -              | 2007 UC10                | 17 ottobre 2007  | LONEOS                 |
| 241284 -              | 2007 UL11                | 19 ottobre 2007  | LINEAR                 |
| 241285 -              | 2007 UH13                | 16 ottobre 2007  | Mount Lemmon Survey    |
| 241286 -              | 2007 UB29                | 18 ottobre 2007  | CSS                    |
| 241287 -              | 2007 UG29                | 18 ottobre 2007  | Mount Lemmon Survey    |
| 241288 -              | 2007 UN30                | 19 ottobre 2007  | CSS                    |
| 241289 -              | 2007 UY31                | 19 ottobre 2007  | Mount Lemmon Survey    |
| 241290 -              | 2007 UZ43                | 18 ottobre 2007  | Mount Lemmon Survey    |
| 241291 -              | 2007 UY44                | 18 ottobre 2007  | Mount Lemmon Survey    |
| 241292 -              | 2007 UR49                | 24 ottobre 2007  | Mount Lemmon Survey    |
| 241293 -              | 2007 UF51                | 24 ottobre 2007  | Mount Lemmon Survey    |
| 241294 -              | 2007 UH51                | 24 ottobre 2007  | Mount Lemmon Survey    |
| 241295 -              | 2007 UB52                | 24 ottobre 2007  | Mount Lemmon Survey    |
| 241296 -              | 2007 UO52                | 24 ottobre 2007  | Mount Lemmon Survey    |
| 241297 -              | 2007 UD59                | 30 ottobre 2007  | Mount Lemmon Survey    |
| 241298 -              | 2007 UH68                | 30 ottobre 2007  | Spacewatch             |
| 241299 -              | 2007 UU78                | 30 ottobre 2007  | Mount Lemmon Survey    |
| 241300 -              | 2007 UH81                | 30 ottobre 2007  | Spacewatch             |

## 241301-241400
| Nome               | Designazione provvisoria | Data di scoperta  | Scopritore             |
| ------------------ | ------------------------ | ----------------- | ---------------------- |
| 241301 -           | 2007 US89                | 30 ottobre 2007   | Mount Lemmon Survey    |
| 241302 -           | 2007 UK90                | 30 ottobre 2007   | Mount Lemmon Survey    |
| 241303 -           | 2007 UD98                | 30 ottobre 2007   | Mount Lemmon Survey    |
| 241304 -           | 2007 UE113               | 30 ottobre 2007   | Spacewatch             |
| 241305 -           | 2007 UT113               | 31 ottobre 2007   | Spacewatch             |
| 241306 -           | 2007 UM135               | 20 ottobre 2007   | Spacewatch             |
| 241307 -           | 2007 UE136               | 30 ottobre 2007   | CSS                    |
| 241308 -           | 2007 VQ                  | 1 novembre 2007   | Spacewatch             |
| 241309 -           | 2007 VL2                 | 2 novembre 2007   | Lacruz, J.             |
| 241310 -           | 2007 VM2                 | 2 novembre 2007   | Lacruz, J.             |
| 241311 -           | 2007 VM7                 | 2 novembre 2007   | Tucker, R. A.          |
| 241312 -           | 2007 VA13                | 1 novembre 2007   | Mount Lemmon Survey    |
| 241313 -           | 2007 VV20                | 2 novembre 2007   | Mount Lemmon Survey    |
| 241314 -           | 2007 VG33                | 2 novembre 2007   | Spacewatch             |
| 241315 -           | 2007 VJ35                | 1 novembre 2007   | Mount Lemmon Survey    |
| 241316 -           | 2007 VW57                | 1 novembre 2007   | Spacewatch             |
| 241317 -           | 2007 VL59                | 1 novembre 2007   | Spacewatch             |
| 241318 -           | 2007 VM70                | 4 novembre 2007   | Mount Lemmon Survey    |
| 241319 -           | 2007 VF73                | 2 novembre 2007   | Yeung, W. K. Y.        |
| 241320 -           | 2007 VZ87                | 2 novembre 2007   | LINEAR                 |
| 241321 -           | 2007 VQ94                | 7 novembre 2007   | BATTeRS                |
| 241322 -           | 2007 VH98                | 2 novembre 2007   | Spacewatch             |
| 241323 -           | 2007 VS102               | 3 novembre 2007   | Spacewatch             |
| 241324 -           | 2007 VL109               | 3 novembre 2007   | Spacewatch             |
| 241325 -           | 2007 VO113               | 3 novembre 2007   | Spacewatch             |
| 241326 -           | 2007 VZ126               | 11 novembre 2007  | BATTeRS                |
| 241327 -           | 2007 VW134               | 3 novembre 2007   | LONEOS                 |
| 241328 -           | 2007 VR155               | 5 novembre 2007   | Spacewatch             |
| 241329 -           | 2007 VV158               | 5 novembre 2007   | Spacewatch             |
| 241330 -           | 2007 VB166               | 5 novembre 2007   | Spacewatch             |
| 241331 -           | 2007 VJ169               | 5 novembre 2007   | Spacewatch             |
| 241332 -           | 2007 VH200               | 9 novembre 2007   | Mount Lemmon Survey    |
| 241333 -           | 2007 VR202               | 7 novembre 2007   | CSS                    |
| 241334 -           | 2007 VV206               | 9 novembre 2007   | CSS                    |
| 241335 -           | 2007 VB210               | 9 novembre 2007   | Spacewatch             |
| 241336 -           | 2007 VU219               | 9 novembre 2007   | Spacewatch             |
| 241337 -           | 2007 VJ241               | 12 novembre 2007  | CSS                    |
| 241338 -           | 2007 VB243               | 13 novembre 2007  | Mount Lemmon Survey    |
| 241339 -           | 2007 VL269               | 14 novembre 2007  | LINEAR                 |
| 241340 -           | 2007 VB273               | 12 novembre 2007  | CSS                    |
| 241341 -           | 2007 VS299               | 12 novembre 2007  | CSS                    |
| 241342 -           | 2007 VY314               | 2 novembre 2007   | CSS                    |
| 241343 -           | 2007 VO320               | 11 novembre 2007  | Mount Lemmon Survey    |
| 241344 -           | 2007 WT6                 | 18 novembre 2007  | LINEAR                 |
| 241345 -           | 2007 WF17                | 18 novembre 2007  | Mount Lemmon Survey    |
| 241346 -           | 2007 WM19                | 18 novembre 2007  | Mount Lemmon Survey    |
| 241347 -           | 2007 WP23                | 18 novembre 2007  | Mount Lemmon Survey    |
| 241348 -           | 2007 WX24                | 18 novembre 2007  | Mount Lemmon Survey    |
| 241349 -           | 2007 WB25                | 18 novembre 2007  | Mount Lemmon Survey    |
| 241350 -           | 2007 WB26                | 18 novembre 2007  | Mount Lemmon Survey    |
| 241351 -           | 2007 WO39                | 17 novembre 2007  | CSS                    |
| 241352 -           | 2007 WL47                | 20 novembre 2007  | Mount Lemmon Survey    |
| 241353 -           | 2007 WL49                | 20 novembre 2007  | Mount Lemmon Survey    |
| 241354 -           | 2007 WC56                | 30 novembre 2007  | Yang, T.-C., Ye, Q.-z. |
| 241355 -           | 2007 WE58                | 18 novembre 2007  | Mount Lemmon Survey    |
| 241356 -           | 2007 WR58                | 17 novembre 2007  | Spacewatch             |
| 241357 -           | 2007 WU58                | 19 novembre 2007  | Spacewatch             |
| 241358 -           | 2007 WO60                | 18 novembre 2007  | Mount Lemmon Survey    |
| 241359 -           | 2007 XD1                 | 3 dicembre 2007   | CSS                    |
| 241360 -           | 2007 XG7                 | 4 dicembre 2007   | Mount Lemmon Survey    |
| 241361 -           | 2007 XO15                | 8 dicembre 2007   | BATTeRS                |
| 241362 Nesiotites  | 2007 YH2                 | 18 dicembre 2007  | OAM                    |
| 241363 Érdibálint  | 2007 YA4                 | 19 dicembre 2007  | Sárneczky, K.          |
| 241364 Reneangelil | 2008 AR2                 | 7 gennaio 2008    | Ory, M.                |
| 241365 -           | 2008 AO3                 | 9 gennaio 2008    | Jarnac                 |
| 241366 -           | 2008 AY5                 | 10 gennaio 2008   | Mount Lemmon Survey    |
| 241367 -           | 2008 AH60                | 11 gennaio 2008   | Spacewatch             |
| 241368 Hildjózsef  | 2008 DL                  | 24 febbraio 2008  | Sárneczky, K.          |
| 241369 -           | 2008 KB43                | 29 maggio 2008    | Mount Lemmon Survey    |
| 241370 -           | 2008 LW8                 | 9 giugno 2008     | CSS                    |
| 241371 -           | 2008 QK5                 | 22 agosto 2008    | Spacewatch             |
| 241372 -           | 2008 QP31                | 30 agosto 2008    | LINEAR                 |
| 241373 -           | 2008 RM                  | 2 settembre 2008  | Klet                   |
| 241374 -           | 2008 RA65                | 4 settembre 2008  | Spacewatch             |
| 241375 -           | 2008 RC98                | 7 settembre 2008  | Mount Lemmon Survey    |
| 241376 -           | 2008 RK108               | 9 settembre 2008  | Mount Lemmon Survey    |
| 241377 -           | 2008 RK120               | 9 settembre 2008  | Mount Lemmon Survey    |
| 241378 -           | 2008 SY75                | 23 settembre 2008 | Mount Lemmon Survey    |
| 241379 -           | 2008 SW77                | 23 settembre 2008 | Mount Lemmon Survey    |
| 241380 -           | 2008 SQ108               | 22 settembre 2008 | Mount Lemmon Survey    |
| 241381 -           | 2008 SO141               | 24 settembre 2008 | Tucker, R. A.          |
| 241382 -           | 2008 SJ143               | 24 settembre 2008 | Mount Lemmon Survey    |
| 241383 -           | 2008 SX146               | 23 settembre 2008 | Mount Lemmon Survey    |
| 241384 -           | 2008 SG166               | 28 settembre 2008 | LINEAR                 |
| 241385 -           | 2008 SQ182               | 24 settembre 2008 | Mount Lemmon Survey    |
| 241386 -           | 2008 SN200               | 26 settembre 2008 | Spacewatch             |
| 241387 -           | 2008 SP243               | 29 settembre 2008 | Spacewatch             |
| 241388 -           | 2008 SP262               | 24 settembre 2008 | Mount Lemmon Survey    |
| 241389 -           | 2008 SY265               | 29 settembre 2008 | Spacewatch             |
| 241390 -           | 2008 SF273               | 23 settembre 2008 | CSS                    |
| 241391 -           | 2008 SY273               | 21 settembre 2008 | Spacewatch             |
| 241392 -           | 2008 SA285               | 27 settembre 2008 | Mount Lemmon Survey    |
| 241393 -           | 2008 SK290               | 29 settembre 2008 | CSS                    |
| 241394 -           | 2008 SN309               | 29 settembre 2008 | Mount Lemmon Survey    |
| 241395 -           | 2008 TP52                | 2 ottobre 2008    | Spacewatch             |
| 241396 -           | 2008 TR75                | 2 ottobre 2008    | Spacewatch             |
| 241397 -           | 2008 TN106               | 6 ottobre 2008    | Spacewatch             |
| 241398 -           | 2008 TP126               | 8 ottobre 2008    | Mount Lemmon Survey    |
| 241399 -           | 2008 TL136               | 8 ottobre 2008    | Spacewatch             |
| 241400 -           | 2008 TC160               | 1 ottobre 2008    | Spacewatch             |

## 241401-241500
| Nome                 | Designazione provvisoria | Data di scoperta | Scopritore                  |
| -------------------- | ------------------------ | ---------------- | --------------------------- |
| 241401 -             | 2008 TF170               | 8 ottobre 2008   | CSS                         |
| 241402 -             | 2008 TF190               | 6 ottobre 2008   | Mount Lemmon Survey         |
| 241403 -             | 2008 UM28                | 20 ottobre 2008  | Spacewatch                  |
| 241404 -             | 2008 UP75                | 21 ottobre 2008  | Spacewatch                  |
| 241405 -             | 2008 UV75                | 21 ottobre 2008  | Spacewatch                  |
| 241406 -             | 2008 UE76                | 21 ottobre 2008  | Spacewatch                  |
| 241407 -             | 2008 UF78                | 21 ottobre 2008  | Mount Lemmon Survey         |
| 241408 -             | 2008 UB91                | 26 ottobre 2008  | LINEAR                      |
| 241409 -             | 2008 US99                | 30 ottobre 2008  | Hug, G.                     |
| 241410 -             | 2008 UM111               | 22 ottobre 2008  | Spacewatch                  |
| 241411 -             | 2008 UK113               | 22 ottobre 2008  | Spacewatch                  |
| 241412 -             | 2008 UW127               | 22 ottobre 2008  | Spacewatch                  |
| 241413 -             | 2008 UK139               | 23 ottobre 2008  | Spacewatch                  |
| 241414 -             | 2008 UD160               | 23 ottobre 2008  | Spacewatch                  |
| 241415 -             | 2008 US186               | 24 ottobre 2008  | Spacewatch                  |
| 241416 -             | 2008 UN198               | 26 ottobre 2008  | LINEAR                      |
| 241417 -             | 2008 UY200               | 27 ottobre 2008  | LINEAR                      |
| 241418 Darmstadt     | 2008 UX201               | 31 ottobre 2008  | Schwab, E.                  |
| 241419 -             | 2008 US207               | 23 ottobre 2008  | Spacewatch                  |
| 241420 -             | 2008 UH230               | 25 ottobre 2008  | Spacewatch                  |
| 241421 -             | 2008 UA244               | 26 ottobre 2008  | Spacewatch                  |
| 241422 -             | 2008 UH245               | 26 ottobre 2008  | Spacewatch                  |
| 241423 -             | 2008 UE247               | 26 ottobre 2008  | Spacewatch                  |
| 241424 -             | 2008 UR326               | 31 ottobre 2008  | Mount Lemmon Survey         |
| 241425 -             | 2008 UV326               | 31 ottobre 2008  | Mount Lemmon Survey         |
| 241426 -             | 2008 UQ331               | 31 ottobre 2008  | Spacewatch                  |
| 241427 -             | 2008 UY341               | 27 ottobre 2008  | Spacewatch                  |
| 241428 -             | 2008 VA67                | 6 novembre 2008  | Mount Lemmon Survey         |
| 241429 -             | 2008 VY70                | 8 novembre 2008  | Spacewatch                  |
| 241430 -             | 2008 VV75                | 7 novembre 2008  | CSS                         |
| 241431 -             | 2008 WF85                | 20 novembre 2008 | Spacewatch                  |
| 241432 -             | 2008 WG93                | 21 novembre 2008 | Mount Lemmon Survey         |
| 241433 -             | 2008 WZ95                | 23 novembre 2008 | LINEAR                      |
| 241434 -             | 2008 WU107               | 30 novembre 2008 | Mount Lemmon Survey         |
| 241435 -             | 2008 WC116               | 30 novembre 2008 | Spacewatch                  |
| 241436 -             | 2008 WH123               | 30 novembre 2008 | Mount Lemmon Survey         |
| 241437 -             | 2008 WU138               | 21 novembre 2008 | Spacewatch                  |
| 241438 -             | 2008 XL12                | 2 dicembre 2008  | Mount Lemmon Survey         |
| 241439 -             | 2008 XT20                | 1 dicembre 2008  | Spacewatch                  |
| 241440 -             | 2008 XP55                | 6 dicembre 2008  | LINEAR                      |
| 241441 -             | 2008 XV55                | 3 dicembre 2008  | Mount Lemmon Survey         |
| 241442 Shandongkexie | 2008 YN9                 | 25 dicembre 2008 | Shandong University         |
| 241443 -             | 2008 YN15                | 21 dicembre 2008 | Spacewatch                  |
| 241444 -             | 2008 YJ21                | 21 dicembre 2008 | Mount Lemmon Survey         |
| 241445 -             | 2008 YE23                | 18 dicembre 2008 | OAM                         |
| 241446 -             | 2008 YB62                | 30 dicembre 2008 | Mount Lemmon Survey         |
| 241447 -             | 2008 YN78                | 30 dicembre 2008 | Mount Lemmon Survey         |
| 241448 -             | 2008 YV88                | 29 dicembre 2008 | Spacewatch                  |
| 241449 -             | 2008 YJ97                | 29 dicembre 2008 | Mount Lemmon Survey         |
| 241450 -             | 2008 YX98                | 29 dicembre 2008 | Spacewatch                  |
| 241451 -             | 2008 YC102               | 29 dicembre 2008 | Spacewatch                  |
| 241452 -             | 2008 YL111               | 31 dicembre 2008 | Spacewatch                  |
| 241453 -             | 2008 YO111               | 31 dicembre 2008 | Spacewatch                  |
| 241454 -             | 2008 YA112               | 31 dicembre 2008 | Spacewatch                  |
| 241455 -             | 2008 YD115               | 29 dicembre 2008 | Spacewatch                  |
| 241456 -             | 2008 YD119               | 29 dicembre 2008 | Spacewatch                  |
| 241457 -             | 2008 YV137               | 30 dicembre 2008 | Mount Lemmon Survey         |
| 241458 -             | 2008 YQ142               | 30 dicembre 2008 | Spacewatch                  |
| 241459 -             | 2008 YX150               | 22 dicembre 2008 | Spacewatch                  |
| 241460 -             | 2008 YH151               | 22 dicembre 2008 | Spacewatch                  |
| 241461 -             | 2008 YQ151               | 22 dicembre 2008 | Mount Lemmon Survey         |
| 241462 -             | 2008 YH157               | 30 dicembre 2008 | Spacewatch                  |
| 241463 -             | 2008 YQ158               | 30 dicembre 2008 | Mount Lemmon Survey         |
| 241464 -             | 2008 YS163               | 30 dicembre 2008 | Mount Lemmon Survey         |
| 241465 -             | 2008 YQ169               | 30 dicembre 2008 | Mount Lemmon Survey         |
| 241466 -             | 2009 AX2                 | 1 gennaio 2009   | Spacewatch                  |
| 241467 -             | 2009 AE12                | 2 gennaio 2009   | Mount Lemmon Survey         |
| 241468 -             | 2009 AC22                | 3 gennaio 2009   | Spacewatch                  |
| 241469 -             | 2009 AL24                | 3 gennaio 2009   | Spacewatch                  |
| 241470 -             | 2009 AV28                | 8 gennaio 2009   | Spacewatch                  |
| 241471 -             | 2009 AG35                | 15 gennaio 2009  | Spacewatch                  |
| 241472 -             | 2009 AC49                | 15 gennaio 2009  | LINEAR                      |
| 241473 -             | 2009 BK11                | 19 gennaio 2009  | LINEAR                      |
| 241474 -             | 2009 BQ12                | 21 gennaio 2009  | LINEAR                      |
| 241475 Martinagedeck | 2009 BK14                | 25 gennaio 2009  | Hormuth, F.                 |
| 241476 -             | 2009 BD18                | 16 gennaio 2009  | Spacewatch                  |
| 241477 -             | 2009 BH36                | 16 gennaio 2009  | Spacewatch                  |
| 241478 -             | 2009 BJ66                | 20 gennaio 2009  | Spacewatch                  |
| 241479 -             | 2009 BB68                | 20 gennaio 2009  | Spacewatch                  |
| 241480 -             | 2009 BG75                | 20 gennaio 2009  | CSS                         |
| 241481 -             | 2009 BM83                | 31 gennaio 2009  | Pauwels, T., Elst, E. W.    |
| 241482 -             | 2009 BV91                | 25 gennaio 2009  | Spacewatch                  |
| 241483 -             | 2009 BA92                | 25 gennaio 2009  | Spacewatch                  |
| 241484 -             | 2009 BC92                | 25 gennaio 2009  | Spacewatch                  |
| 241485 -             | 2009 BE95                | 26 gennaio 2009  | CSS                         |
| 241486 -             | 2009 BP98                | 26 gennaio 2009  | Mount Lemmon Survey         |
| 241487 -             | 2009 BP99                | 28 gennaio 2009  | CSS                         |
| 241488 -             | 2009 BB119               | 30 gennaio 2009  | Mount Lemmon Survey         |
| 241489 -             | 2009 BV125               | 29 gennaio 2009  | Spacewatch                  |
| 241490 -             | 2009 BQ133               | 29 gennaio 2009  | Spacewatch                  |
| 241491 -             | 2009 BT141               | 30 gennaio 2009  | Spacewatch                  |
| 241492 -             | 2009 BV169               | 17 gennaio 2009  | Spacewatch                  |
| 241493 -             | 2009 BQ172               | 18 gennaio 2009  | Mount Lemmon Survey         |
| 241494 -             | 2009 BO174               | 25 gennaio 2009  | Spacewatch                  |
| 241495 -             | 2009 BD184               | 20 gennaio 2009  | CSS                         |
| 241496 -             | 2009 CZ3                 | 2 febbraio 2009  | Cernis, K., Zdanavicius, J. |
| 241497 -             | 2009 CC4                 | 7 febbraio 2009  | Birtwhistle, P.             |
| 241498 -             | 2009 CV22                | 1 febbraio 2009  | Spacewatch                  |
| 241499 -             | 2009 CD24                | 1 febbraio 2009  | Spacewatch                  |
| 241500 -             | 2009 CK28                | 1 febbraio 2009  | Spacewatch                  |

## 241501-241600
| Nome                | Designazione provvisoria | Data di scoperta  | Scopritore                                                |
| ------------------- | ------------------------ | ----------------- | --------------------------------------------------------- |
| 241501 -            | 2009 CL33                | 1 febbraio 2009   | Spacewatch                                                |
| 241502 -            | 2009 CY41                | 13 febbraio 2009  | Spacewatch                                                |
| 241503 -            | 2009 CN42                | 13 febbraio 2009  | Mount Lemmon Survey                                       |
| 241504 -            | 2009 CD44                | 14 febbraio 2009  | Spacewatch                                                |
| 241505 -            | 2009 CJ49                | 14 febbraio 2009  | Mount Lemmon Survey                                       |
| 241506 -            | 2009 CU53                | 3 febbraio 2009   | Siding Spring Survey                                      |
| 241507 -            | 2009 CM60                | 3 febbraio 2009   | Spacewatch                                                |
| 241508 -            | 2009 DJ16                | 17 febbraio 2009  | OAM                                                       |
| 241509 Sessler      | 2009 DT26                | 22 febbraio 2009  | Hormuth, F.                                               |
| 241510 -            | 2009 DQ39                | 19 febbraio 2009  | Kugel, F.                                                 |
| 241511 -            | 2009 DK41                | 18 febbraio 2009  | OAM                                                       |
| 241512 -            | 2009 DN44                | 25 febbraio 2009  | Kugel, F.                                                 |
| 241513 -            | 2009 DG48                | 28 febbraio 2009  | Calvin College                                            |
| 241514 -            | 2009 DX69                | 26 febbraio 2009  | CSS                                                       |
| 241515 -            | 2009 DU89                | 26 febbraio 2009  | Mount Lemmon Survey                                       |
| 241516 -            | 2009 DD140               | 19 febbraio 2009  | LINEAR                                                    |
| 241517 -            | 2009 EK                  | 1 marzo 2009      | Birtwhistle, P.                                           |
| 241518 -            | 2009 EV12                | 3 marzo 2009      | CSS                                                       |
| 241519 -            | 2009 FY8                 | 16 marzo 2009     | Mount Lemmon Survey                                       |
| 241520 -            | 2009 FR47                | 29 marzo 2009     | Dixon, D. S.                                              |
| 241521 -            | 2009 HL2                 | 17 aprile 2009    | Spacewatch                                                |
| 241522 -            | 2009 HN3                 | 17 aprile 2009    | Spacewatch                                                |
| 241523 -            | 2009 HE11                | 18 aprile 2009    | Mount Lemmon Survey                                       |
| 241524 -            | 2009 HR24                | 17 aprile 2009    | Spacewatch                                                |
| 241525 -            | 2009 RN7                 | 11 settembre 2009 | CSS                                                       |
| 241526 -            | 2009 XA15                | 15 dicembre 2009  | Mount Lemmon Survey                                       |
| 241527 Edwardwright | 2010 CK9                 | 8 febbraio 2010   | WISE                                                      |
| 241528 Tubman       | 2010 CA10                | 8 febbraio 2010   | WISE                                                      |
| 241529 Roccutri     | 2010 CA14                | 10 febbraio 2010  | WISE                                                      |
| 241530 -            | 2010 CC77                | 13 febbraio 2010  | Mount Lemmon Survey                                       |
| 241531 -            | 2010 CL177               | 10 febbraio 2010  | Spacewatch                                                |
| 241532 -            | 2010 DV7                 | 16 febbraio 2010  | Spacewatch                                                |
| 241533 -            | 2010 DA34                | 21 febbraio 2010  | BATTeRS                                                   |
| 241534 -            | 2010 EE36                | 11 marzo 2010     | OAM                                                       |
| 241535 -            | 2010 EG38                | 12 marzo 2010     | Mount Lemmon Survey                                       |
| 241536 -            | 2010 EX39                | 11 marzo 2010     | OAM                                                       |
| 241537 -            | 2010 EE42                | 12 marzo 2010     | Mount Lemmon Survey                                       |
| 241538 Chudniv      | 2010 EV42                | 10 marzo 2010     | Andrushivka                                               |
| 241539 -            | 2010 EB71                | 12 marzo 2010     | Spacewatch                                                |
| 241540 -            | 2010 EC88                | 14 marzo 2010     | OAM                                                       |
| 241541 -            | 2010 ET101               | 15 marzo 2010     | Spacewatch                                                |
| 241542 -            | 2010 EJ102               | 15 marzo 2010     | Spacewatch                                                |
| 241543 -            | 2010 EH127               | 15 marzo 2010     | Mount Lemmon Survey                                       |
| 241544 -            | 2010 EE128               | 12 marzo 2010     | Spacewatch                                                |
| 241545 -            | 2010 EE129               | 12 marzo 2010     | Spacewatch                                                |
| 241546 -            | 2010 EV129               | 13 marzo 2010     | Spacewatch                                                |
| 241547 -            | 2010 FF13                | 16 marzo 2010     | Spacewatch                                                |
| 241548 -            | 2010 FF15                | 17 marzo 2010     | Spacewatch                                                |
| 241549 -            | 2010 FS29                | 16 marzo 2010     | Spacewatch                                                |
| 241550 -            | 2010 FD57                | 16 marzo 2010     | Mount Lemmon Survey                                       |
| 241551 -            | 2010 FJ83                | 19 marzo 2010     | Mount Lemmon Survey                                       |
| 241552 -            | 2010 FK83                | 19 marzo 2010     | Mount Lemmon Survey                                       |
| 241553 -            | 2010 FT88                | 18 marzo 2010     | Spacewatch                                                |
| 241554 -            | 2010 FA93                | 23 marzo 2010     | ESA OGS                                                   |
| 241555 -            | 2010 GT5                 | 3 aprile 2010     | Mayhill                                                   |
| 241556 -            | 2010 GT29                | 8 aprile 2010     | OAM                                                       |
| 241557 -            | 2010 GL31                | 5 aprile 2010     | Spacewatch                                                |
| 241558 -            | 2010 GN33                | 9 aprile 2010     | Fratev, F.                                                |
| 241559 -            | 2010 GY64                | 6 aprile 2010     | CSS                                                       |
| 241560 -            | 5002 T-2                 | 25 settembre 1973 | van Houten, C. J., van Houten-Groeneveld, I., Gehrels, T. |
| 241561 -            | 2397 T-3                 | 16 ottobre 1977   | van Houten, C. J., van Houten-Groeneveld, I., Gehrels, T. |
| 241562 -            | 4192 T-3                 | 16 ottobre 1977   | van Houten, C. J., van Houten-Groeneveld, I., Gehrels, T. |
| 241563 -            | 1981 EZ5                 | 7 marzo 1981      | Bus, S. J.                                                |
| 241564 -            | 1981 ET11                | 7 marzo 1981      | Bus, S. J.                                                |
| 241565 -            | 1981 EU45                | 1 marzo 1981      | Bus, S. J.                                                |
| 241566 -            | 1993 FO9                 | 17 marzo 1993     | UESAC                                                     |
| 241567 -            | 1993 OJ9                 | 20 luglio 1993    | Elst, E. W.                                               |
| 241568 -            | 1993 RN14                | 15 settembre 1993 | Elst, E. W.                                               |
| 241569 -            | 1995 CZ3                 | 1 febbraio 1995   | Spacewatch                                                |
| 241570 -            | 1995 FK9                 | 26 marzo 1995     | Spacewatch                                                |
| 241571 -            | 1995 MJ2                 | 24 giugno 1995    | Spacewatch                                                |
| 241572 -            | 1995 OM13                | 22 luglio 1995    | Spacewatch                                                |
| 241573 -            | 1995 QE9                 | 28 agosto 1995    | Spacewatch                                                |
| 241574 -            | 1995 SH17                | 18 settembre 1995 | Spacewatch                                                |
| 241575 -            | 1995 SH21                | 19 settembre 1995 | Spacewatch                                                |
| 241576 -            | 1995 SE31                | 20 settembre 1995 | Spacewatch                                                |
| 241577 -            | 1995 SK31                | 21 settembre 1995 | Spacewatch                                                |
| 241578 -            | 1995 SH50                | 26 settembre 1995 | Spacewatch                                                |
| 241579 -            | 1995 UX40                | 23 ottobre 1995   | Spacewatch                                                |
| 241580 -            | 1995 YN12                | 19 dicembre 1995  | Spacewatch                                                |
| 241581 -            | 1996 RF14                | 8 settembre 1996  | Spacewatch                                                |
| 241582 -            | 1996 RY30                | 13 settembre 1996 | Uppsala-DLR Trojan Survey                                 |
| 241583 -            | 1996 UV3                 | 31 ottobre 1996   | Vagnozzi, A.                                              |
| 241584 -            | 1997 CD18                | 7 febbraio 1997   | Spacewatch                                                |
| 241585 -            | 1997 JS2                 | 2 maggio 1997     | Veillet, C.                                               |
| 241586 -            | 1997 LT1                 | 2 giugno 1997     | Spacewatch                                                |
| 241587 -            | 1997 NE2                 | 3 luglio 1997     | Spacewatch                                                |
| 241588 -            | 1997 RK1                 | 1 settembre 1997  | Comba, P. G.                                              |
| 241589 -            | 1997 SG14                | 28 settembre 1997 | Spacewatch                                                |
| 241590 -            | 1998 BM4                 | 23 gennaio 1998   | Galád, A.                                                 |
| 241591 -            | 1998 FY24                | 20 marzo 1998     | LINEAR                                                    |
| 241592 -            | 1998 KV                  | 21 maggio 1998    | Nakamura, A.                                              |
| 241593 -            | 1998 KW42                | 28 maggio 1998    | Spacewatch                                                |
| 241594 -            | 1998 TY                  | 12 ottobre 1998   | Spacewatch                                                |
| 241595 -            | 1998 WJ39                | 21 novembre 1998  | Spacewatch                                                |
| 241596 -            | 1998 XM2                 | 9 dicembre 1998   | LINEAR                                                    |
| 241597 -            | 1998 YD16                | 22 dicembre 1998  | Spacewatch                                                |
| 241598 -            | 1999 GV28                | 7 aprile 1999     | LINEAR                                                    |
| 241599 -            | 1999 JA15                | 12 maggio 1999    | LINEAR                                                    |
| 241600 -            | 1999 JV39                | 10 maggio 1999    | LINEAR                                                    |

## 241601-241700
| Nome     | Designazione provvisoria | Data di scoperta  | Scopritore               |
| -------- | ------------------------ | ----------------- | ------------------------ |
| 241601 - | 1999 NZ34                | 14 luglio 1999    | LINEAR                   |
| 241602 - | 1999 RZ61                | 7 settembre 1999  | LINEAR                   |
| 241603 - | 1999 RC110               | 8 settembre 1999  | LINEAR                   |
| 241604 - | 1999 RD133               | 9 settembre 1999  | LINEAR                   |
| 241605 - | 1999 RF140               | 9 settembre 1999  | LINEAR                   |
| 241606 - | 1999 RX199               | 8 settembre 1999  | LINEAR                   |
| 241607 - | 1999 RJ201               | 8 settembre 1999  | LINEAR                   |
| 241608 - | 1999 RA224               | 7 settembre 1999  | CSS                      |
| 241609 - | 1999 RZ237               | 8 settembre 1999  | CSS                      |
| 241610 - | 1999 SZ13                | 29 settembre 1999 | CSS                      |
| 241611 - | 1999 TO10                | 8 ottobre 1999    | Boattini, A., Tesi, L.   |
| 241612 - | 1999 TN35                | 4 ottobre 1999    | LINEAR                   |
| 241613 - | 1999 TT135               | 6 ottobre 1999    | LINEAR                   |
| 241614 - | 1999 TT146               | 7 ottobre 1999    | LINEAR                   |
| 241615 - | 1999 TB227               | 4 ottobre 1999    | Spacewatch               |
| 241616 - | 1999 TC239               | 4 ottobre 1999    | LINEAR                   |
| 241617 - | 1999 TV266               | 3 ottobre 1999    | LINEAR                   |
| 241618 - | 1999 TY271               | 3 ottobre 1999    | LINEAR                   |
| 241619 - | 1999 UU9                 | 31 ottobre 1999   | LINEAR                   |
| 241620 - | 1999 UQ26                | 30 ottobre 1999   | CSS                      |
| 241621 - | 1999 UR52                | 31 ottobre 1999   | CSS                      |
| 241622 - | 1999 VL5                 | 6 novembre 1999   | Juels, C. W.             |
| 241623 - | 1999 VT19                | 11 novembre 1999  | Everstar                 |
| 241624 - | 1999 VU52                | 3 novembre 1999   | LINEAR                   |
| 241625 - | 1999 VE63                | 4 novembre 1999   | LINEAR                   |
| 241626 - | 1999 VC128               | 9 novembre 1999   | Spacewatch               |
| 241627 - | 1999 VV162               | 14 novembre 1999  | LINEAR                   |
| 241628 - | 1999 VM164               | 14 novembre 1999  | LINEAR                   |
| 241629 - | 1999 VC173               | 15 novembre 1999  | LINEAR                   |
| 241630 - | 1999 VY174               | 4 novembre 1999   | Spacewatch               |
| 241631 - | 1999 VJ182               | 9 novembre 1999   | LINEAR                   |
| 241632 - | 1999 VV188               | 15 novembre 1999  | LINEAR                   |
| 241633 - | 1999 VL202               | 5 novembre 1999   | Spacewatch               |
| 241634 - | 1999 WA17                | 30 novembre 1999  | Spacewatch               |
| 241635 - | 1999 XQ                  | 2 dicembre 1999   | Spacewatch               |
| 241636 - | 1999 XR46                | 7 dicembre 1999   | LINEAR                   |
| 241637 - | 1999 XO114               | 11 dicembre 1999  | LINEAR                   |
| 241638 - | 1999 XO153               | 7 dicembre 1999   | LINEAR                   |
| 241639 - | 1999 XX217               | 13 dicembre 1999  | Spacewatch               |
| 241640 - | 1999 XS249               | 6 dicembre 1999   | LINEAR                   |
| 241641 - | 1999 XX250               | 5 dicembre 1999   | Spacewatch               |
| 241642 - | 2000 AH145               | 6 gennaio 2000    | LINEAR                   |
| 241643 - | 2000 AJ206               | 3 gennaio 2000    | Spacewatch               |
| 241644 - | 2000 AN208               | 4 gennaio 2000    | Spacewatch               |
| 241645 - | 2000 DP14                | 25 febbraio 2000  | CSS                      |
| 241646 - | 2000 DA72                | 29 febbraio 2000  | LINEAR                   |
| 241647 - | 2000 EL                  | 2 marzo 2000      | Comba, P. G.             |
| 241648 - | 2000 EN11                | 4 marzo 2000      | LINEAR                   |
| 241649 - | 2000 EC140               | 9 marzo 2000      | LINEAR                   |
| 241650 - | 2000 GO3                 | 5 aprile 2000     | LINEAR                   |
| 241651 - | 2000 GT152               | 6 aprile 2000     | LONEOS                   |
| 241652 - | 2000 GZ175               | 2 aprile 2000     | Spacewatch               |
| 241653 - | 2000 HT6                 | 24 aprile 2000    | Spacewatch               |
| 241654 - | 2000 HN22                | 29 aprile 2000    | LINEAR                   |
| 241655 - | 2000 HL99                | 26 aprile 2000    | LONEOS                   |
| 241656 - | 2000 JM3                 | 3 maggio 2000     | LINEAR                   |
| 241657 - | 2000 JC7                 | 6 maggio 2000     | Pravec, P., Kušnirák, P. |
| 241658 - | 2000 JR10                | 9 maggio 2000     | LINEAR                   |
| 241659 - | 2000 JS40                | 5 maggio 2000     | LINEAR                   |
| 241660 - | 2000 JC46                | 7 maggio 2000     | LINEAR                   |
| 241661 - | 2000 JA72                | 1 maggio 2000     | LONEOS                   |
| 241662 - | 2000 KO44                | 30 maggio 2000    | LINEAR                   |
| 241663 - | 2000 LJ4                 | 4 giugno 2000     | LINEAR                   |
| 241664 - | 2000 ON8                 | 23 luglio 2000    | LINEAR                   |
| 241665 - | 2000 OO26                | 23 luglio 2000    | LINEAR                   |
| 241666 - | 2000 OE38                | 30 luglio 2000    | LINEAR                   |
| 241667 - | 2000 OG39                | 30 luglio 2000    | LINEAR                   |
| 241668 - | 2000 OQ58                | 29 luglio 2000    | LONEOS                   |
| 241669 - | 2000 OS68                | 29 luglio 2000    | LONEOS                   |
| 241670 - | 2000 PH12                | 2 agosto 2000     | LINEAR                   |
| 241671 - | 2000 QZ21                | 24 agosto 2000    | LINEAR                   |
| 241672 - | 2000 QT62                | 28 agosto 2000    | LINEAR                   |
| 241673 - | 2000 QG70                | 26 agosto 2000    | LINEAR                   |
| 241674 - | 2000 QA77                | 24 agosto 2000    | LINEAR                   |
| 241675 - | 2000 QE77                | 24 agosto 2000    | LINEAR                   |
| 241676 - | 2000 QW158               | 31 agosto 2000    | LINEAR                   |
| 241677 - | 2000 QG161               | 31 agosto 2000    | LINEAR                   |
| 241678 - | 2000 QW169               | 31 agosto 2000    | LINEAR                   |
| 241679 - | 2000 QF186               | 26 agosto 2000    | LINEAR                   |
| 241680 - | 2000 QZ210               | 31 agosto 2000    | LINEAR                   |
| 241681 - | 2000 RX8                 | 1 settembre 2000  | Holliday, W.             |
| 241682 - | 2000 RD21                | 1 settembre 2000  | LINEAR                   |
| 241683 - | 2000 RP79                | 1 settembre 2000  | LINEAR                   |
| 241684 - | 2000 RV86                | 2 settembre 2000  | LONEOS                   |
| 241685 - | 2000 RW87                | 2 settembre 2000  | LONEOS                   |
| 241686 - | 2000 RV98                | 5 settembre 2000  | LONEOS                   |
| 241687 - | 2000 SZ16                | 23 settembre 2000 | LINEAR                   |
| 241688 - | 2000 SF26                | 23 settembre 2000 | LINEAR                   |
| 241689 - | 2000 SO50                | 23 settembre 2000 | LINEAR                   |
| 241690 - | 2000 SK53                | 24 settembre 2000 | LINEAR                   |
| 241691 - | 2000 SP70                | 24 settembre 2000 | LINEAR                   |
| 241692 - | 2000 SP97                | 23 settembre 2000 | LINEAR                   |
| 241693 - | 2000 SK99                | 23 settembre 2000 | LINEAR                   |
| 241694 - | 2000 SU105               | 24 settembre 2000 | LINEAR                   |
| 241695 - | 2000 SL136               | 23 settembre 2000 | LINEAR                   |
| 241696 - | 2000 SD139               | 23 settembre 2000 | LINEAR                   |
| 241697 - | 2000 SG139               | 23 settembre 2000 | LINEAR                   |
| 241698 - | 2000 SK166               | 23 settembre 2000 | LINEAR                   |
| 241699 - | 2000 SO168               | 23 settembre 2000 | LINEAR                   |
| 241700 - | 2000 SV175               | 28 settembre 2000 | LINEAR                   |

## 241701-241800
| Nome     | Designazione provvisoria | Data di scoperta  | Scopritore   |
| -------- | ------------------------ | ----------------- | ------------ |
| 241701 - | 2000 SK191               | 24 settembre 2000 | LINEAR       |
| 241702 - | 2000 SQ231               | 24 settembre 2000 | LINEAR       |
| 241703 - | 2000 ST267               | 27 settembre 2000 | LINEAR       |
| 241704 - | 2000 SD270               | 27 settembre 2000 | LINEAR       |
| 241705 - | 2000 SA305               | 30 settembre 2000 | LINEAR       |
| 241706 - | 2000 SK340               | 24 settembre 2000 | LINEAR       |
| 241707 - | 2000 SS348               | 30 settembre 2000 | LONEOS       |
| 241708 - | 2000 SD352               | 30 settembre 2000 | LONEOS       |
| 241709 - | 2000 SQ360               | 26 settembre 2000 | NEAT         |
| 241710 - | 2000 SF367               | 21 settembre 2000 | Spacewatch   |
| 241711 - | 2000 TD                  | 1 ottobre 2000    | Comba, P. G. |
| 241712 - | 2000 TP2                 | 1 ottobre 2000    | LINEAR       |
| 241713 - | 2000 TJ22                | 3 ottobre 2000    | LINEAR       |
| 241714 - | 2000 TX27                | 3 ottobre 2000    | LINEAR       |
| 241715 - | 2000 TP63                | 3 ottobre 2000    | LINEAR       |
| 241716 - | 2000 UO10                | 24 ottobre 2000   | LINEAR       |
| 241717 - | 2000 UM26                | 24 ottobre 2000   | LINEAR       |
| 241718 - | 2000 UC35                | 24 ottobre 2000   | LINEAR       |
| 241719 - | 2000 UN41                | 24 ottobre 2000   | LINEAR       |
| 241720 - | 2000 UZ43                | 24 ottobre 2000   | LINEAR       |
| 241721 - | 2000 UF53                | 24 ottobre 2000   | LINEAR       |
| 241722 - | 2000 UA75                | 31 ottobre 2000   | LINEAR       |
| 241723 - | 2000 UL92                | 25 ottobre 2000   | LINEAR       |
| 241724 - | 2000 UU114               | 25 ottobre 2000   | LINEAR       |
| 241725 - | 2000 VM                  | 1 novembre 2000   | Spacewatch   |
| 241726 - | 2000 VE7                 | 1 novembre 2000   | LINEAR       |
| 241727 - | 2000 VS24                | 1 novembre 2000   | LINEAR       |
| 241728 - | 2000 VL35                | 1 novembre 2000   | LINEAR       |
| 241729 - | 2000 VG42                | 1 novembre 2000   | LINEAR       |
| 241730 - | 2000 VE50                | 2 novembre 2000   | LINEAR       |
| 241731 - | 2000 VL58                | 2 novembre 2000   | LINEAR       |
| 241732 - | 2000 WG2                 | 17 novembre 2000  | LINEAR       |
| 241733 - | 2000 WN93                | 21 novembre 2000  | LINEAR       |
| 241734 - | 2000 WV93                | 21 novembre 2000  | LINEAR       |
| 241735 - | 2000 WS131               | 20 novembre 2000  | LONEOS       |
| 241736 - | 2000 WC136               | 20 novembre 2000  | LINEAR       |
| 241737 - | 2000 WD141               | 19 novembre 2000  | LINEAR       |
| 241738 - | 2000 WM188               | 18 novembre 2000  | LONEOS       |
| 241739 - | 2000 XR8                 | 1 dicembre 2000   | LINEAR       |
| 241740 - | 2000 XF22                | 4 dicembre 2000   | LINEAR       |
| 241741 - | 2000 XK36                | 5 dicembre 2000   | LINEAR       |
| 241742 - | 2000 YD11                | 22 dicembre 2000  | LINEAR       |
| 241743 - | 2000 YB46                | 30 dicembre 2000  | LINEAR       |
| 241744 - | 2000 YR64                | 27 dicembre 2000  | Spacewatch   |
| 241745 - | 2000 YX71                | 30 dicembre 2000  | LINEAR       |
| 241746 - | 2000 YY84                | 30 dicembre 2000  | LINEAR       |
| 241747 - | 2001 AB27                | 5 gennaio 2001    | LINEAR       |
| 241748 - | 2001 AB30                | 4 gennaio 2001    | LINEAR       |
| 241749 - | 2001 AA41                | 3 gennaio 2001    | LONEOS       |
| 241750 - | 2001 BV8                 | 19 gennaio 2001   | LINEAR       |
| 241751 - | 2001 BD11                | 16 gennaio 2001   | NEAT         |
| 241752 - | 2001 BD40                | 21 gennaio 2001   | LINEAR       |
| 241753 - | 2001 BC43                | 19 gennaio 2001   | LINEAR       |
| 241754 - | 2001 CA1                 | 1 febbraio 2001   | LINEAR       |
| 241755 - | 2001 CB34                | 13 febbraio 2001  | LINEAR       |
| 241756 - | 2001 DD18                | 16 febbraio 2001  | LINEAR       |
| 241757 - | 2001 DO27                | 17 febbraio 2001  | LINEAR       |
| 241758 - | 2001 DD31                | 17 febbraio 2001  | LINEAR       |
| 241759 - | 2001 DT35                | 19 febbraio 2001  | LINEAR       |
| 241760 - | 2001 DO62                | 19 febbraio 2001  | LINEAR       |
| 241761 - | 2001 DP79                | 20 febbraio 2001  | NEAT         |
| 241762 - | 2001 DJ102               | 16 febbraio 2001  | LINEAR       |
| 241763 - | 2001 FG58                | 19 marzo 2001     | LINEAR       |
| 241764 - | 2001 FR67                | 19 marzo 2001     | LINEAR       |
| 241765 - | 2001 FG97                | 16 marzo 2001     | LINEAR       |
| 241766 - | 2001 FQ101               | 17 marzo 2001     | LINEAR       |
| 241767 - | 2001 FL123               | 23 marzo 2001     | LONEOS       |
| 241768 - | 2001 FP171               | 24 marzo 2001     | NEAT         |
| 241769 - | 2001 FW171               | 24 marzo 2001     | NEAT         |
| 241770 - | 2001 FA180               | 20 marzo 2001     | LONEOS       |
| 241771 - | 2001 HD3                 | 17 aprile 2001    | LINEAR       |
| 241772 - | 2001 HD40                | 30 aprile 2001    | Spacewatch   |
| 241773 - | 2001 JA2                 | 15 maggio 2001    | Spacewatch   |
| 241774 - | 2001 KD                  | 16 maggio 2001    | LINEAR       |
| 241775 - | 2001 KE51                | 24 maggio 2001    | LINEAR       |
| 241776 - | 2001 MM6                 | 21 giugno 2001    | NEAT         |
| 241777 - | 2001 NC9                 | 13 luglio 2001    | NEAT         |
| 241778 - | 2001 NV14                | 13 luglio 2001    | NEAT         |
| 241779 - | 2001 NG15                | 13 luglio 2001    | NEAT         |
| 241780 - | 2001 OK                  | 17 luglio 2001    | Badlands     |
| 241781 - | 2001 OJ21                | 21 luglio 2001    | LONEOS       |
| 241782 - | 2001 OG31                | 19 luglio 2001    | NEAT         |
| 241783 - | 2001 OX87                | 31 luglio 2001    | NEAT         |
| 241784 - | 2001 OU90                | 25 luglio 2001    | NEAT         |
| 241785 - | 2001 OJ103               | 29 luglio 2001    | LINEAR       |
| 241786 - | 2001 PR5                 | 10 agosto 2001    | NEAT         |
| 241787 - | 2001 PE13                | 12 agosto 2001    | Kušnirák, P. |
| 241788 - | 2001 PS34                | 10 agosto 2001    | NEAT         |
| 241789 - | 2001 PP35                | 11 agosto 2001    | NEAT         |
| 241790 - | 2001 PN40                | 11 agosto 2001    | NEAT         |
| 241791 - | 2001 PB51                | 15 agosto 2001    | Bickel, W.   |
| 241792 - | 2001 PN58                | 14 agosto 2001    | NEAT         |
| 241793 - | 2001 QG6                 | 16 agosto 2001    | LINEAR       |
| 241794 - | 2001 QK61                | 16 agosto 2001    | LINEAR       |
| 241795 - | 2001 QQ110               | 24 agosto 2001    | Kušnirák, P. |
| 241796 - | 2001 QT190               | 22 agosto 2001    | LINEAR       |
| 241797 - | 2001 QV190               | 22 agosto 2001    | LINEAR       |
| 241798 - | 2001 QO192               | 22 agosto 2001    | LINEAR       |
| 241799 - | 2001 QR196               | 22 agosto 2001    | LINEAR       |
| 241800 - | 2001 QM199               | 22 agosto 2001    | NEAT         |

## 241801-241900
| Nome     | Designazione provvisoria | Data di scoperta  | Scopritore      |
| -------- | ------------------------ | ----------------- | --------------- |
| 241801 - | 2001 QA227               | 24 agosto 2001    | LONEOS          |
| 241802 - | 2001 QA259               | 25 agosto 2001    | LINEAR          |
| 241803 - | 2001 QG274               | 19 agosto 2001    | LINEAR          |
| 241804 - | 2001 QW282               | 19 agosto 2001    | NEAT            |
| 241805 - | 2001 QA328               | 21 agosto 2001    | Cerro Tololo    |
| 241806 - | 2001 QW333               | 19 agosto 2001    | LINEAR          |
| 241807 - | 2001 RQ2                 | 8 settembre 2001  | Tucker, R. A.   |
| 241808 - | 2001 RH9                 | 8 settembre 2001  | LINEAR          |
| 241809 - | 2001 RA16                | 10 settembre 2001 | LINEAR          |
| 241810 - | 2001 RJ40                | 10 settembre 2001 | LINEAR          |
| 241811 - | 2001 RW40                | 11 settembre 2001 | LINEAR          |
| 241812 - | 2001 RH102               | 12 settembre 2001 | LINEAR          |
| 241813 - | 2001 RR108               | 12 settembre 2001 | LINEAR          |
| 241814 - | 2001 RB152               | 11 settembre 2001 | LONEOS          |
| 241815 - | 2001 RV154               | 12 settembre 2001 | LINEAR          |
| 241816 - | 2001 SA33                | 16 settembre 2001 | LINEAR          |
| 241817 - | 2001 SH39                | 16 settembre 2001 | LINEAR          |
| 241818 - | 2001 SR67                | 17 settembre 2001 | LINEAR          |
| 241819 - | 2001 SW75                | 19 settembre 2001 | LONEOS          |
| 241820 - | 2001 SY87                | 20 settembre 2001 | LINEAR          |
| 241821 - | 2001 SZ92                | 20 settembre 2001 | LINEAR          |
| 241822 - | 2001 SX107               | 20 settembre 2001 | LINEAR          |
| 241823 - | 2001 SS135               | 16 settembre 2001 | LINEAR          |
| 241824 - | 2001 SV142               | 16 settembre 2001 | LINEAR          |
| 241825 - | 2001 SH170               | 16 settembre 2001 | LINEAR          |
| 241826 - | 2001 SL209               | 19 settembre 2001 | LINEAR          |
| 241827 - | 2001 SR209               | 19 settembre 2001 | LINEAR          |
| 241828 - | 2001 SF214               | 19 settembre 2001 | LINEAR          |
| 241829 - | 2001 SP220               | 19 settembre 2001 | LINEAR          |
| 241830 - | 2001 SK233               | 19 settembre 2001 | LINEAR          |
| 241831 - | 2001 SL236               | 19 settembre 2001 | LINEAR          |
| 241832 - | 2001 SD238               | 19 settembre 2001 | LINEAR          |
| 241833 - | 2001 SR259               | 20 settembre 2001 | LINEAR          |
| 241834 - | 2001 SB290               | 29 settembre 2001 | NEAT            |
| 241835 - | 2001 SX293               | 19 settembre 2001 | LINEAR          |
| 241836 - | 2001 SN295               | 20 settembre 2001 | LINEAR          |
| 241837 - | 2001 SY313               | 21 settembre 2001 | LINEAR          |
| 241838 - | 2001 SZ318               | 21 settembre 2001 | LINEAR          |
| 241839 - | 2001 SO339               | 21 settembre 2001 | LONEOS          |
| 241840 - | 2001 SR341               | 21 settembre 2001 | NEAT            |
| 241841 - | 2001 SW341               | 21 settembre 2001 | LONEOS          |
| 241842 - | 2001 SY346               | 25 settembre 2001 | LINEAR          |
| 241843 - | 2001 TY10                | 13 ottobre 2001   | LINEAR          |
| 241844 - | 2001 TY12                | 11 ottobre 2001   | LINEAR          |
| 241845 - | 2001 TH14                | 6 ottobre 2001    | NEAT            |
| 241846 - | 2001 TK34                | 14 ottobre 2001   | LINEAR          |
| 241847 - | 2001 TY54                | 14 ottobre 2001   | LINEAR          |
| 241848 - | 2001 TK67                | 13 ottobre 2001   | LINEAR          |
| 241849 - | 2001 TB86                | 14 ottobre 2001   | LINEAR          |
| 241850 - | 2001 TH86                | 14 ottobre 2001   | LINEAR          |
| 241851 - | 2001 TE92                | 14 ottobre 2001   | LINEAR          |
| 241852 - | 2001 TL94                | 14 ottobre 2001   | LINEAR          |
| 241853 - | 2001 TQ98                | 14 ottobre 2001   | LINEAR          |
| 241854 - | 2001 TL104               | 15 ottobre 2001   | Yeung, W. K. Y. |
| 241855 - | 2001 TM109               | 14 ottobre 2001   | LINEAR          |
| 241856 - | 2001 TT119               | 15 ottobre 2001   | LINEAR          |
| 241857 - | 2001 TQ134               | 13 ottobre 2001   | NEAT            |
| 241858 - | 2001 TF171               | 15 ottobre 2001   | NEAT            |
| 241859 - | 2001 TX171               | 13 ottobre 2001   | LONEOS          |
| 241860 - | 2001 TH178               | 14 ottobre 2001   | LINEAR          |
| 241861 - | 2001 TX178               | 14 ottobre 2001   | LINEAR          |
| 241862 - | 2001 TE184               | 14 ottobre 2001   | LINEAR          |
| 241863 - | 2001 TG184               | 14 ottobre 2001   | LINEAR          |
| 241864 - | 2001 TL202               | 11 ottobre 2001   | LINEAR          |
| 241865 - | 2001 TX202               | 11 ottobre 2001   | LINEAR          |
| 241866 - | 2001 TA210               | 13 ottobre 2001   | NEAT            |
| 241867 - | 2001 TW214               | 13 ottobre 2001   | NEAT            |
| 241868 - | 2001 TY222               | 14 ottobre 2001   | LINEAR          |
| 241869 - | 2001 TW224               | 14 ottobre 2001   | LINEAR          |
| 241870 - | 2001 TW232               | 15 ottobre 2001   | Spacewatch      |
| 241871 - | 2001 UL8                 | 17 ottobre 2001   | LINEAR          |
| 241872 - | 2001 UR27                | 23 ottobre 2001   | LINEAR          |
| 241873 - | 2001 UP56                | 17 ottobre 2001   | LINEAR          |
| 241874 - | 2001 UW89                | 21 ottobre 2001   | Spacewatch      |
| 241875 - | 2001 UB92                | 18 ottobre 2001   | NEAT            |
| 241876 - | 2001 UL121               | 22 ottobre 2001   | LINEAR          |
| 241877 - | 2001 UJ137               | 23 ottobre 2001   | LINEAR          |
| 241878 - | 2001 UR164               | 19 ottobre 2001   | NEAT            |
| 241879 - | 2001 UC185               | 17 ottobre 2001   | NEAT            |
| 241880 - | 2001 UZ201               | 19 ottobre 2001   | NEAT            |
| 241881 - | 2001 UD211               | 21 ottobre 2001   | LINEAR          |
| 241882 - | 2001 VJ8                 | 9 novembre 2001   | LINEAR          |
| 241883 - | 2001 VC31                | 9 novembre 2001   | LINEAR          |
| 241884 - | 2001 VB34                | 9 novembre 2001   | LINEAR          |
| 241885 - | 2001 VK45                | 9 novembre 2001   | LINEAR          |
| 241886 - | 2001 VX46                | 9 novembre 2001   | LINEAR          |
| 241887 - | 2001 VK56                | 10 novembre 2001  | LINEAR          |
| 241888 - | 2001 VM91                | 15 novembre 2001  | LINEAR          |
| 241889 - | 2001 VA96                | 15 novembre 2001  | LINEAR          |
| 241890 - | 2001 VR108               | 12 novembre 2001  | LINEAR          |
| 241891 - | 2001 WD6                 | 17 novembre 2001  | LINEAR          |
| 241892 - | 2001 WR10                | 17 novembre 2001  | LINEAR          |
| 241893 - | 2001 WF12                | 17 novembre 2001  | LINEAR          |
| 241894 - | 2001 WM27                | 17 novembre 2001  | LINEAR          |
| 241895 - | 2001 WF43                | 18 novembre 2001  | LINEAR          |
| 241896 - | 2001 WQ72                | 20 novembre 2001  | LINEAR          |
| 241897 - | 2001 XQ10                | 10 dicembre 2001  | LINEAR          |
| 241898 - | 2001 XL72                | 11 dicembre 2001  | LINEAR          |
| 241899 - | 2001 XE132               | 14 dicembre 2001  | LINEAR          |
| 241900 - | 2001 XF141               | 14 dicembre 2001  | LINEAR          |

## 241901-242000
| Nome     | Designazione provvisoria | Data di scoperta | Scopritore      |
| -------- | ------------------------ | ---------------- | --------------- |
| 241901 - | 2001 XF149               | 14 dicembre 2001 | LINEAR          |
| 241902 - | 2001 XR187               | 14 dicembre 2001 | LINEAR          |
| 241903 - | 2001 XF212               | 11 dicembre 2001 | LINEAR          |
| 241904 - | 2001 XP213               | 11 dicembre 2001 | LINEAR          |
| 241905 - | 2001 XW259               | 9 dicembre 2001  | LONEOS          |
| 241906 - | 2001 YR86                | 18 dicembre 2001 | LINEAR          |
| 241907 - | 2001 YN104               | 17 dicembre 2001 | LINEAR          |
| 241908 - | 2001 YH142               | 17 dicembre 2001 | Spacewatch      |
| 241909 - | 2001 YS148               | 18 dicembre 2001 | LINEAR          |
| 241910 - | 2002 AH12                | 10 gennaio 2002  | CINEOS          |
| 241911 - | 2002 AV22                | 5 gennaio 2002   | NEAT            |
| 241912 - | 2002 AE36                | 9 gennaio 2002   | LINEAR          |
| 241913 - | 2002 AP47                | 9 gennaio 2002   | LINEAR          |
| 241914 - | 2002 AZ54                | 9 gennaio 2002   | LINEAR          |
| 241915 - | 2002 AK60                | 9 gennaio 2002   | LINEAR          |
| 241916 - | 2002 AE90                | 11 gennaio 2002  | LINEAR          |
| 241917 - | 2002 AK146               | 13 gennaio 2002  | LINEAR          |
| 241918 - | 2002 AQ150               | 14 gennaio 2002  | LINEAR          |
| 241919 - | 2002 AK182               | 5 gennaio 2002   | NEAT            |
| 241920 - | 2002 AD186               | 8 gennaio 2002   | LINEAR          |
| 241921 - | 2002 AG186               | 8 gennaio 2002   | LINEAR          |
| 241922 - | 2002 BU                  | 21 gennaio 2002  | Yeung, W. K. Y. |
| 241923 - | 2002 BM23                | 23 gennaio 2002  | LINEAR          |
| 241924 - | 2002 CH12                | 7 febbraio 2002  | LINEAR          |
| 241925 - | 2002 CP22                | 5 febbraio 2002  | NEAT            |
| 241926 - | 2002 CK23                | 5 febbraio 2002  | NEAT            |
| 241927 - | 2002 CT32                | 6 febbraio 2002  | LINEAR          |
| 241928 - | 2002 CF33                | 6 febbraio 2002  | LINEAR          |
| 241929 - | 2002 CP36                | 7 febbraio 2002  | LINEAR          |
| 241930 - | 2002 CC38                | 7 febbraio 2002  | LINEAR          |
| 241931 - | 2002 CF39                | 11 febbraio 2002 | Yeung, W. K. Y. |
| 241932 - | 2002 CF46                | 8 febbraio 2002  | NEAT            |
| 241933 - | 2002 CO48                | 3 febbraio 2002  | NEAT            |
| 241934 - | 2002 CA60                | 6 febbraio 2002  | LINEAR          |
| 241935 - | 2002 CN70                | 7 febbraio 2002  | LINEAR          |
| 241936 - | 2002 CX82                | 7 febbraio 2002  | LINEAR          |
| 241937 - | 2002 CG86                | 7 febbraio 2002  | LINEAR          |
| 241938 - | 2002 CE96                | 7 febbraio 2002  | LINEAR          |
| 241939 - | 2002 CB122               | 7 febbraio 2002  | LINEAR          |
| 241940 - | 2002 CS122               | 7 febbraio 2002  | LINEAR          |
| 241941 - | 2002 CY135               | 8 febbraio 2002  | LINEAR          |
| 241942 - | 2002 CQ136               | 8 febbraio 2002  | LINEAR          |
| 241943 - | 2002 CR138               | 8 febbraio 2002  | LINEAR          |
| 241944 - | 2002 CU147               | 10 febbraio 2002 | LINEAR          |
| 241945 - | 2002 CJ198               | 10 febbraio 2002 | LINEAR          |
| 241946 - | 2002 CR219               | 10 febbraio 2002 | LINEAR          |
| 241947 - | 2002 CY238               | 11 febbraio 2002 | LINEAR          |
| 241948 - | 2002 CV259               | 7 febbraio 2002  | Spacewatch      |
| 241949 - | 2002 CV286               | 8 febbraio 2002  | LONEOS          |
| 241950 - | 2002 DA3                 | 17 febbraio 2002 | Needville       |
| 241951 - | 2002 DD3                 | 19 febbraio 2002 | LINEAR          |
| 241952 - | 2002 DD8                 | 19 febbraio 2002 | LINEAR          |
| 241953 - | 2002 DH11                | 20 febbraio 2002 | LINEAR          |
| 241954 - | 2002 ER7                 | 10 marzo 2002    | LINEAR          |
| 241955 - | 2002 ET7                 | 12 marzo 2002    | LINEAR          |
| 241956 - | 2002 ET8                 | 12 marzo 2002    | NEAT            |
| 241957 - | 2002 EO46                | 11 marzo 2002    | NEAT            |
| 241958 - | 2002 ED72                | 13 marzo 2002    | LINEAR          |
| 241959 - | 2002 EE102               | 6 marzo 2002     | LINEAR          |
| 241960 - | 2002 EK122               | 12 marzo 2002    | NEAT            |
| 241961 - | 2002 EN148               | 15 marzo 2002    | NEAT            |
| 241962 - | 2002 FA10                | 16 marzo 2002    | LINEAR          |
| 241963 - | 2002 FQ28                | 20 marzo 2002    | LINEAR          |
| 241964 - | 2002 FC35                | 20 marzo 2002    | Spacewatch      |
| 241965 - | 2002 FP36                | 20 marzo 2002    | Spacewatch      |
| 241966 - | 2002 GC4                 | 9 aprile 2002    | NEAT            |
| 241967 - | 2002 GO10                | 8 aprile 2002    | Bickel, W.      |
| 241968 - | 2002 GM11                | 14 aprile 2002   | Yeung, W. K. Y. |
| 241969 - | 2002 GT63                | 8 aprile 2002    | NEAT            |
| 241970 - | 2002 GY104               | 10 aprile 2002   | LINEAR          |
| 241971 - | 2002 GL106               | 11 aprile 2002   | LONEOS          |
| 241972 - | 2002 GB119               | 12 aprile 2002   | NEAT            |
| 241973 - | 2002 GV163               | 14 aprile 2002   | NEAT            |
| 241974 - | 2002 HT2                 | 16 aprile 2002   | LINEAR          |
| 241975 - | 2002 JZ23                | 8 maggio 2002    | LINEAR          |
| 241976 - | 2002 JK41                | 8 maggio 2002    | LINEAR          |
| 241977 - | 2002 JO46                | 9 maggio 2002    | LINEAR          |
| 241978 - | 2002 JC78                | 11 maggio 2002   | LINEAR          |
| 241979 - | 2002 JR109               | 11 maggio 2002   | LINEAR          |
| 241980 - | 2002 JM113               | 15 maggio 2002   | NEAT            |
| 241981 - | 2002 JZ139               | 10 maggio 2002   | NEAT            |
| 241982 - | 2002 JX145               | 15 maggio 2002   | NEAT            |
| 241983 - | 2002 KF                  | 16 maggio 2002   | Fountain Hills  |
| 241984 - | 2002 LG                  | 1 giugno 2002    | NEAT            |
| 241985 - | 2002 LC11                | 5 giugno 2002    | LINEAR          |
| 241986 - | 2002 LA47                | 15 giugno 2002   | LINEAR          |
| 241987 - | 2002 LB47                | 14 giugno 2002   | Broughton, J.   |
| 241988 - | 2002 LZ52                | 8 giugno 2002    | LINEAR          |
| 241989 - | 2002 LT59                | 8 giugno 2002    | LINEAR          |
| 241990 - | 2002 NN5                 | 10 luglio 2002   | CINEOS          |
| 241991 - | 2002 NK9                 | 3 luglio 2002    | NEAT            |
| 241992 - | 2002 NE21                | 9 luglio 2002    | LINEAR          |
| 241993 - | 2002 NM39                | 14 luglio 2002   | LINEAR          |
| 241994 - | 2002 NK42                | 14 luglio 2002   | NEAT            |
| 241995 - | 2002 NS43                | 9 luglio 2002    | LINEAR          |
| 241996 - | 2002 NU59                | 8 luglio 2002    | NEAT            |
| 241997 - | 2002 NX67                | 4 luglio 2002    | NEAT            |
| 241998 - | 2002 NB74                | 12 luglio 2002   | NEAT            |
| 241999 - | 2002 OT7                 | 19 luglio 2002   | NEAT            |
| 242000 - | 2002 OB12                | 18 luglio 2002   | LINEAR          |